# Billy the Kid
William H. Bonney, känd som Billy the Kid, född som William Henry McCarty, Jr. (förmodat) 23 november 1859 i New York i New York, död 14 juli 1881 i Fort Sumner i New Mexico, var Vilda Västerns kanske mest beryktade laglöse.
Man har inte funnit några dokument eller annat som kunnat styrka Billy the Kids faktiska födelsedatum.

## Biografi
Bonney föddes i New York, men bosatte sig med sin familj i Santa Fe i New Mexico år 1873, efter att i flera år ha flyttat runt mellan olika ställen i USA. Efter att ha råkat i slagsmål med en man som förolämpat hans mor och fått hjälp av en annars obemärkt man vid namn Moulton, återgäldade Billy tjänsten några veckor senare när Moulton deltog i ett våldsamt krogslagsmål och stack ner en av Moultons motståndare med kniv bakifrån. Därefter levde Bonney på flykt från rättvisan. En annan, kanske mer sanningsenlig version av Billys start på laglöshetens bana, lyder: Bonney arresterades för att ha drivit med en kinesisk tvättare och rymde genom att kravla sig upp ur arrestens skorsten. I den senare versionen har modern då varit död ett antal år och Bonney har under sin ungdom inte utmärkt sig som annat än vanlig och skötsam.

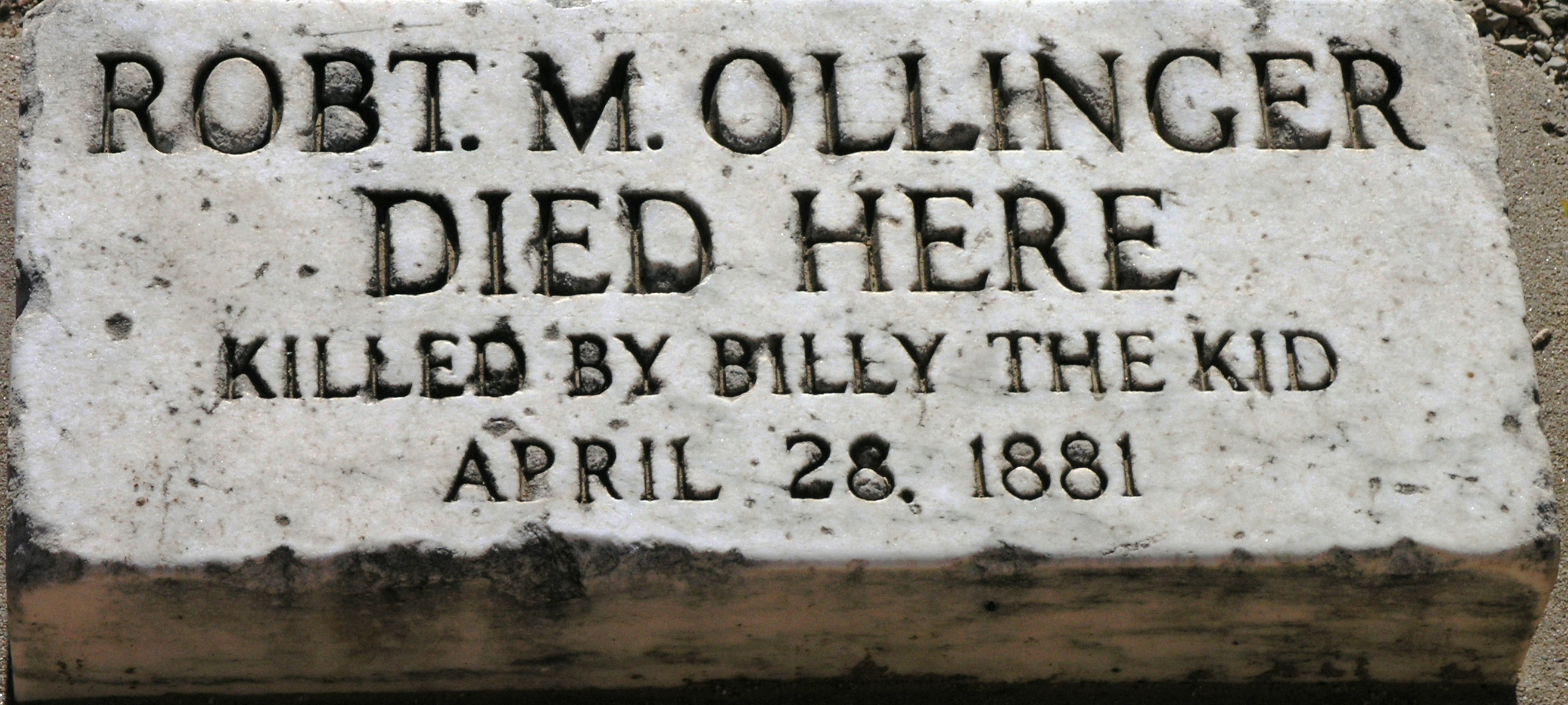
En skylt som anger att Bonney dödade Bob Ollinger på den platsen i Lincoln.

Från 1878 var han indragen i strider mellan boskapsägare i New Mexico - det så kallade Lincoln County War - men hade också tidvis ett eget rövarband. Han förefaller ha haft kontakt med New Mexicos guvernör, som försökte återföra honom till ett laglydigt liv.

### Sista tid och död
1881 infångades Bonney och dömdes till döden, genom att hängas, för mord på sheriffen William Brady, men lyckades fly. Flykten blev dock inte långvarig - mindre än tre månader senare sköts han ner i ett mörkt rum av sheriffen Pat Garrett.
Garrett spelar någon form av nyckelroll i eftermälet av Billy the Kid, inte bara för att han var den som dödade honom, utan därför att han också är grundaren av den legend som sedan dess omgivit Billys namn. Garrett, en före detta bartender som blivit sheriff, kände Bonney förhållandevis väl och de hade umgåtts en period tidigare. Själva dödsskjutningen kunde möjligen Garrett ha haft skäl att låta världen få höra en annan historia av än den sanna, och kanske är det orsaken till att han skrev och gav ut "Billy the Kids verkliga liv", en riktig västernskröna som beskrev Billy som både vacker, givmild, ädel, stolt, hård och skoningslös. Det påstås att Billy dödade 21 personer, lika många som de år han hann bli. I verkligheten kan bara tre dråp eller mord beläggas. Han anses dock vara ansvarig för fyra dödsfall på egen hand och ytterligare fem i samarbete med kumpaner. Under sin bana lyckades han fly från arrester och fängelser vid åtminstone tre eller fyra tillfällen.

## Grav och eftermäle

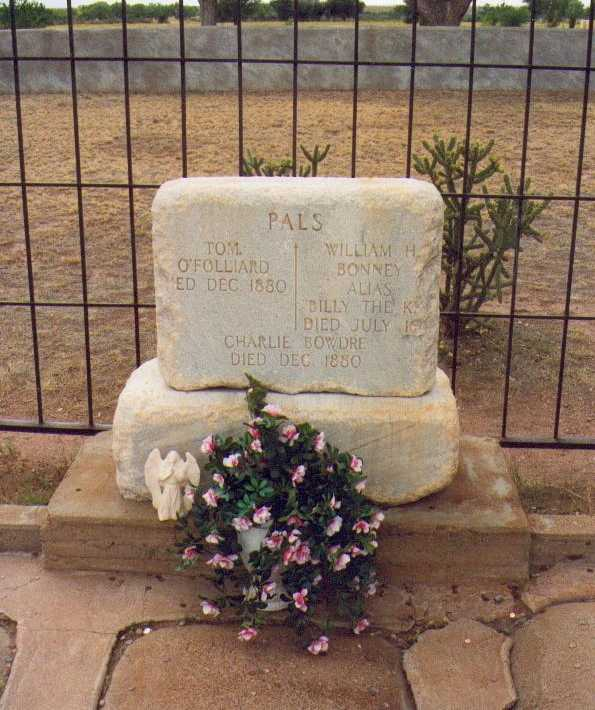
Billy the Kids grav i Fort Sumner, New Mexico.

Billy the Kid ligger begravd i Fort Sumner, New Mexico i USA. Billys vänner Tom O'Folliard och Charlie Bowdre ligger även begravda på samma plats. På gravstenen står ordet Pals som betyder "kompisar". Flera tror att Billy the Kid inte dog, utan kom undan från Pat Garrett på ett eller annat sätt. En man, vid namn Brushy Bill Roberts utsåg sig själv att vara Billy the Kid, flera av Billy the Kids gamla vänner identifierade Brushy Bill Roberts som Billy the Kid. Brushy Bill Roberts hade också alla ärr på samma ställen som Billy the Kid, men det mesta tyder på att Billy faktiskt dog 14 juli 1881.
Legenden om Billy the Kid har många gånger varit motiv i romaner, visor och filmer, företrädesvis amerikanska. Den amerikanska Young Guns är ett sent exempel. Som västernlegend förekommer han dessutom naturligtvis i seriealbumen om Lucky Luke, där som en liten pojkslyngel som stjäl godis. Ett kanske lite annorlunda verk om Bonney är Aaron Coplands balett "Billy the Kid" från 1938. Pat Garrett & Billy the Kid ifrån 1973 är en riktig klassiker, eftersom countrystjärnan Kris Kristofferson har rollen som William H. Bonney och folksångaren/rockmusikern Bob Dylan är med som Williams kompis Alias. Billy the Kid är även besjungen av Billy Joel i "The Ballad of Billy the Kid". 2022 släppte Viaplay en ny serie om hans liv under namnet "Billy the Kid".

## Billy the Kid i kulturen
Ett nytt tidigare okänt fotografi, föreställande Billy the Kid och hans kompanjoner, spelandes krocket, har anträffats. Fotot köptes av en privatperson för motsvarande 13 SEK, och anses efter en värdering vara värt ungefär 50 miljoner SEK.